# Cilia Flores
Cilia Adela Flores de Maduro, (Tinaquillo, Cojedes; 15 de octubre de 1956) es una política y abogada venezolana. Es la primera dama por ser la esposa del actual presidente Nicolás Maduro. Es diputada a la Asamblea Nacional, siendo electa por Lista Nacional en la v legislatura —y reelecta para la vi legislatura—; previamente representó al estado Cojedes en la iv legislatura y al Distrito Capital en las legislaturas i, ii (donde, a su vez, ejerció como presidenta del parlamento) y iii.
Fue procuradora general de la república desde el 31 de enero de 2012, así como presidente de la Asamblea Nacional desde el 15 de agosto de 2006 hasta el 5 de enero de 2011. Forma parte del Partido Socialista Unido de Venezuela (PSUV) y ocupó el cargo de Jefa Política de este partido dentro de la Asamblea Nacional y fue miembro a la Asamblea Nacional Constituyente de Venezuela de 2017.

## Primeros años
Cilia Flores, nació el 15 de octubre de 1956. Es hija de Cilia Adela Flores, quien falleció en marzo de 2016 e hija natural de Julio Seijas. Se graduó en la Universidad Santa María de Caracas como abogada, especialista en Derecho Penal y Laboral.
Luego de las intentonas de golpe de Estado en 1992, Flores defendió a los militares rebeldes ese año. En 1993 fundó el Círculo Bolivariano de los Derechos Humanos y se sumó al Movimiento Bolivariano Revolucionario - 200 (MBR-200) que agrupaba la corriente izquierdista que se había alzado en 1992. Formó parte el equipo jurídico que gestionó el sobreseimiento presidencial del entonces presidente de la República Rafael Caldera para buscar la liberación de Hugo Chávez en 1994, logrando su objetivo.

## Carrera política

### Diputada a la Asamblea Nacional
Al no poder legalizarse el MBR-200, participa en 1997 en la fundación del Movimiento V República (MVR), partido político que buscaba la elección presidencial de Hugo Chávez en los comicios de 1998, en los cuales Chávez triunfó con 56% de los votos. En las elecciones parlamentarias de 2000, Cilia Flores obtiene un curul en la Asamblea Nacional y luego es reelecta en 2005 para un segundo período.

#### Presidenta de la Asamblea Nacional
Es la esposa del parcialmente reconocido presidente venezolano y exministro de Relaciones Exteriores, Nicolás Maduro, que presidió el parlamento durante el período de sesiones 2005-2006. Luego de la salida de Maduro de la Asamblea Nacional en agosto de 2006 para ocupar el cargo ministerial, Flores fue elegida en la votación interna parlamentaria como presidenta de la Asamblea Nacional, siendo la primera mujer venezolana en alcanzar ese cargo.
En 2007 pasó a formar parte del PSUV, luego de la desaparición del MVR. Siendo presidenta de la Asamblea Nacional compuesta con una mayoría oficialista el 26 de marzo de 2009 aprueba la reforma parcial de la Ley de administración financiera del sector público según la Gaceta Oficial N.º 39.147 que dará inicio a una serie de modificaciones y permitió que el gobierno de Chávez gestione un acelerado endeudamiento al punto que la deuda externa se quintuplique en pocos años. Presidió la Comisión Permanente de Política Interior de la Asamblea Nacional de Venezuela para el periodo 2011-2012.

### Procuradora General
El 31 de enero de 2012 fue nombrada por el presidente Hugo Chávez como procuradora general de la nación, según decreto N° 8.793 de la Presidencia, publicado en la Gaceta Oficial 39.855 del 2 de febrero de 2012. El cargo había quedado vacante a raíz de la muerte de Carlos Escarrá, anterior procurador.

### Primera dama
A partir del 14 de abril de 2013 al ganar Nicolás Maduro Moros en las elecciones presidenciales, fue denominada «primera combatiente» de Venezuela. Debido a la crisis presidencial de Venezuela iniciada en 2019, la Casa Blanca de Estados Unidos y la Asamblea Nacional consideraron a Fabiana Rosales, esposa del diputado, presidente de la Asamblea Nacional de Venezuela, y presidente encargado parcialmente reconocido Juan Guaidó, como primera dama de dicho país.

## Vida personal
En 1978, se casó en primeras nupcias con Walter Ramón Gavidia Rodríguez (1956) con quien tiene tres hijos: Walter Jacob, nacido el 15 de diciembre de 1978, Yosser Daniel, nacido el 12 de octubre de 1988 y Yoswal Alexander, nacido el 6 de agosto de 1990.
Después de casi dos décadas de relación, el 15 de julio de 2013, contrajo matrimonio con el presidente de Venezuela, Nicolás Maduro, quien informó que se casó con Cilia Flores, siendo Jorge Rodríguez, alcalde del Municipio Libertador, quien sirvió como Jefe civil y formalizó el acta de matrimonio.
Cilia Flores es cuñada del magistrado del TSJ Edgar Gavidia Rodríguez.

## Controversias

### Caso de los narcosobrinos
Flores ha sido acusada de nepotismo por haber tenido a varios de sus parientes cercanos trabajando como empleados en la Asamblea Nacional, mientras que ella era diputada. De acuerdo con el diario Tal Cual, 16 familiares de Flores trabajaban en oficinas de la Asamblea Nacional mientras ella estaba en la Asamblea Nacional. Flores respondió a los periodistas que publicaron las acusaciones de nepotismo afirmando que era parte de una campaña de desprestigio, que califica de "mercenarios de la pluma". Tanto la oposición como el oficialismo denunciaron el nepotismo definiéndolo como una injusticia. Para 2012, los familiares de Flores habrían conseguido acceder a 42 puestos en la Asamblea Nacionall.
El 11 de noviembre de 2015, un ahijado y sobrino de la primera dama Efraín Antonio Campo Flores y Francisco Flores de Freitas respectivamente, habrían sido arrestados en Haití por conspiración para introducir 800 kg de cocaína a los Estados Unidos. Diosdado Cabello calificó la acción de la DEA como un "secuestro".

### Acusación de Nepotismo
El 15 de julio de 2008 fue denunciada Cilia Flores, por Willian Díaz presidente de la Unión de Trabajadores y Empleados de la Asamblea Nacional, quien explicó que durante el concurso de 2007 para elegir nuevos empleados. Dos de los siete miembros del jurado fueron la prima y la nuera de Flores, Numidia Flores y Magaly Gutiérrez. La primera avaló la contratación de al menos 6 de sus familiares (además del director de Seguridad de la Asamblea, Bladimir Flores, primo de la presidenta), y la segunda, el ingreso a la plantilla legislativa de su esposo Walter Gavidia, su madre Cilia Adela Flores y otros cuatro familiares. Esa denuncia también fue respaldada por su colega Pastora Medina (Movimiento Ecológico de Venezuela), en junio de 2008 y alegó la manera arbitraria e ilegal del despido de más de 46 trabajadores en supuesto favor de sus familiares. Agregó la lista completa de los 47 familiares entre los cuales se incluía a su hijo Walter Jacob Gavidia Flores y su sobrino Carlos Erick Malpica Flores. Frente la denuncia hecha por Díaz, Flores reconoció los hechos y lejos de negarlos, se enorgulleció y dijo: “Aquí ingresó mi familia y yo me siento bien orgullosa de que sean mi familia y los defenderé en esta Asamblea Nacional como trabajadores y defenderé los concursos públicos, no sólo yo, también esta Asamblea Nacional y la mayoría de los diputados y diputadas revolucionarios y revolucionarias”.
En 2015 el presidente de la Asamblea Nacional Ramos Allup denunció ante el Contralor de la República Manuel Galindo Ballesteros acusando de inflar la nómina de personal y de la existencia de la presencia en las lista de cobro a unos 40 familiares directos de la primera dama y actual diputada, la denuncia fue "dentro de los 120 días hábiles que señalan la ley, lo consigné en un informe y hasta el momento no han dicho nada".

### Acusaciones de controlar el Poder Judicial venezolano
Christian Zerpa, quien hasta enero de 2019 era magistrado al Tribunal Supremo de Justicia (TSJ), abandonó dicho cargo y huyó a Estados Unidos junto a su familia para colaborar con la justicia norteamericana.
En una entrevista ofrecida al canal EVTV en Miami, el exmagistrado dio una serie de declaraciones en las que destaca la supuesta influencia que Cilia Flores tiene sobre el poder judicial venezolano.
Durante la entrevista, el exmagistrado declaró que Cilia Flores es quien dirige y controla a los magistrados del TSJ, por lo que aseguró que en Venezuela no existe la autonomía de poderes, añadiendo que incluso muchas sentencias del Poder Judicial se toman tras consultarse a la Presidencia de la República clandestinamente.
También señaló que su propia elección como magistrado fue realizada por Nicolás Maduro con el fin de garantizar decisiones favorables al Gobierno y que Cilia Flores, esposa de Maduro, era quien le había comunicado que sería magistrado, ya que este anteriormente había sido aliado del oficialismo ocupando otros cargos dentro del Poder Público.

### Sanciones
Flores ha sido sancionada por varios países y tiene prohibido ingresar a la vecina Colombia. El gobierno colombiano mantiene una lista de personas con prohibición de ingresar a Colombia o sujetas a expulsión; en enero de 2019, la lista contaba con 200 personas con "estrecha relación y apoyo al régimen de Nicolás Maduro".
En respuesta a las elecciones presidenciales venezolanas de mayo de 2018, Canadá sancionó a 14 venezolanos, incluyendo a Flores, afirmando que "la crisis económica, política y humanitaria en Venezuela ha seguido empeorando a medida que se acerca cada vez más a la dictadura total". El gobierno canadiense dijo que las elecciones presidenciales de 2018 fueron "ilegítimas y antidemocráticas", y sancionó a Flores, junto con otros 13 miembros del ANC y del TSJ.
El 27 de marzo de 2018, Panamá sancionó a 55 funcionarios públicos y 16 empresas que operan en Panamá, personas con lazos con la familia de Flores. Los negocios sancionados tienen como objetivo a miembros de la familia Malpica-Flores en sus juntas directivas. Las empresas, encabezadas por varios miembros de la familia Flores y de reciente creación, fueron sancionadas por presunto blanqueo de capitales.
El Departamento del Tesoro de Estados Unidos se capturó de un jet privado e impuso sanciones al círculo íntimo de Maduro en septiembre de 2018; Flores y altos funcionarios del gobierno de Maduro fueron sancionados. Maduro respondió a las sanciones de su esposa diciendo «No te metas con Cilia... no te metas con la familia. ¡No seas cobarde! Su único crimen es ser mi esposa». El gobierno de Estados Unidos dijo que las sanciones eran una respuesta al "saqueo" de los recursos de Venezuela.

### Caso Money Flight
Durante 2014 los tres hijos de Cilia Flores han sido mencionados durante un préstamo en bolívares equivalentes a $50 millones dólares de varios empresarios por el cual PDVSA pagó en dólares a valor oficial meses después, unos US $ 600 millones, obteniendo una ganancia de 550 millones de dólares por uso corrupto del esquema cambiario en esa época y en perjuicio del capital de Pdvsa, relacionados con Francisco Convit, Alejandro Betancourt López y el empresario Raúl Gorrín, de acuerdo a las investigaciones y afirmaciones de testigos que han sido sentenciados en las cortes federales de Miami, Houston y Nueva York. El empresario Raúl Gorrín, recibió 272.5 millones; del total, Gorrín se quedó con $72.5 millones. Los restantes $200 millones, el empresario los transfirió a Portmann Capital Management establecida bajo el nombre de Mario Enrique Bonilla Vallera, un empresario venezolano que tiene registradas un puñado de compañías en Florida, para beneficio de los tres hijastros de Nicolás Maduro.